# Karamanți
Karamanți (în bulgară Караманци) este un sat în Obștina Mineralni Bani, Regiunea Haskovo, Bulgaria.

## Demografie
Componența etnică a satului Karamanți
     Turci (98,58%)
     Nicio identificare (1,41%)
     Altele (0%)
La recensământul din 2011, populația satului Karamanți era de 1.061 locuitori. Din punct de vedere etnic, majoritatea locuitorilor (98,58%) erau turci. Pentru 1,41% din locuitori nu este cunoscută apartenența etnică.